# كودلاين

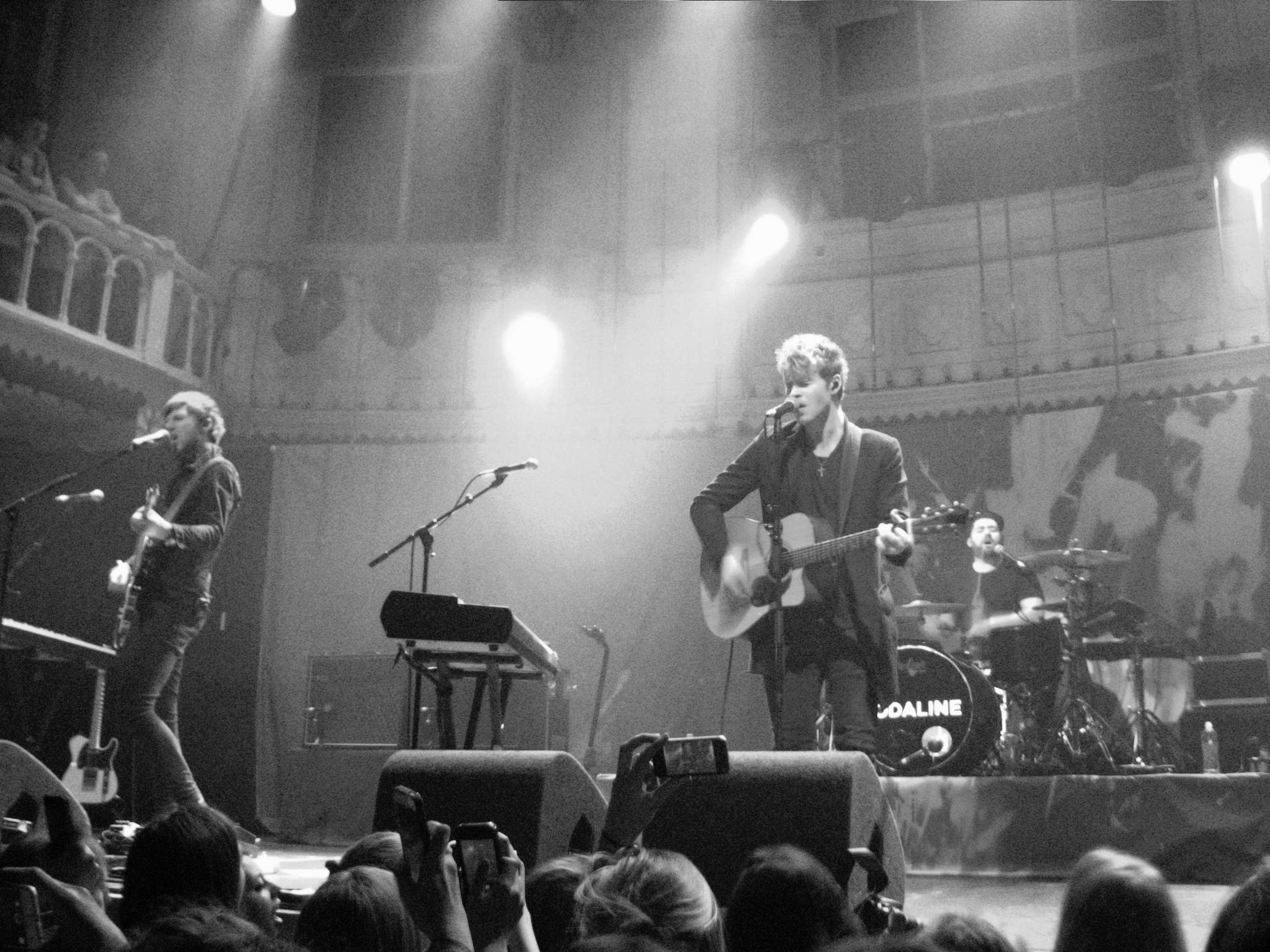
Kodaline (2015)

كودلاين (Kodaline) هي فرقة روك أيرلندية، عرفت بالأصل بأسم 21 Demands. اشتهرت الفرقة في 2007 عندما تربعت أول أغنية لهم "Give Me A Minute" على سلم ترتيب الاغاني في ايرلندا، واصبحت أول أغنية تصدر بشكل مستقل تحقق الصدارة. في 2011، غيرت الفرقة اسمها إلى كودلاين. في 2013 أصدرت أول ألبوم رسمي لها بعنوان «في عالم كامل» (In a Perfect World).

## روابط خارجية
- كودلاين على موقع IMDb (الإنجليزية)
- كودلاين على موقع ميوزك برينز (الإنجليزية)
- كودلاين على موقع ميوزك برينز (الإنجليزية)
- كودلاين على موقع أول ميوزيك (الإنجليزية)
- كودلاين على موقع ديسكوغز (الإنجليزية)